# 鹿児島市立天保山中学校
鹿児島市立天保山中学校（かごしましりつてんぽざんちゅうがっこう）は、鹿児島県鹿児島市下荒田二丁目にある中学校。テンチュウと略されることが多い。

## 沿革
- 1948年（昭和23年）4月1日 - 鹿児島市立第八中学校として開校[1]。
- 1949年（昭和24年） - 鹿児島市立天保山中学校に改称。

## 部活動
- 野球部
- 女子ソフトテニス部
- 女子バスケットボール部
- 男子バスケットボール部
- 男子ソフトテニス部
- 弓道部
- 吹奏楽部
- 女子バレーボール部
- 美術部
- 陸上部

## 関係者

### 出身者
- 吉俣良（作曲家）
- よし俣とよしげ（ローカルタレント）

上記の二人は実兄弟である。
- 稲森いずみ（女優）
- 近藤久美子（鹿児島読売テレビ元アナウンサー）
- 中島美嘉（歌手）
- 鶴田玲美（陸上選手）
- 入来茉里（タレント）[2]